# Laurie Auchterlonie
Laurence "Laurie" Auchterlonie, född 8 december 1867 i St Andrews i Skottland, död 20 januari 1948 i St Andrews, var en skotsk golfspelare.
Auchterlonie bodde i golfens hemstad St Andrews men 1902 representerade han Chicago Golf Club då han vann den åttonde upplagan av US Open på Garden City Golf Club i New York. Han blev då den förste spelaren som i samtliga rundor spelade på mindre än 80 slag och han hade en slutscore på 307 slag.
Han spelade med de då av Coburn Haskell nyligen framtagna gummilindade bollar som tidigare hade använts av Walter Travis när han vann U.S. Amateur och Alexander Herd i The Open Championship. Det blev senare standardtillverkningen av golfbollar. Auchterlonie ställde upp i US Open elva gånger och slutade bland de tio bästa sju gånger. Bland hans övriga segrar fanns 1901 års Western Open.
Laurie Auchterlonie var bror till William Auchterlonie som vann The Open Championship 1893. William Auchterlonie hade en son som också hette Laurie som efterträdde sin far som Honorary Professional på Royal and Ancient Golf Club of St Andrews.
| Majorsegrare genom tiderna                                                                                            |             |                     |                |                  |
| 200 olika spelare har vunnit i herrarnas majortävlingar. Laurie Auchterlonie var den 28:e spelaren som vann en major. |             |                     |                |                  |
| 1:a | 27:e        | 28:e                | 29:e           | 200:e            |
| Willie Park Sr | James Braid | Laurie Auchterlonie | Alexander Herd | Louis Oosthuizen |
| Lista över golfens majorsegrare                                                                                       |             |                     |                |                  |